# Dekanat bielański
Dekanat bielański – jeden z 25 dekanatów rzymskokatolickich archidiecezji warszawskiej wchodzącej w skład metropolii warszawskiej. W skład dekanatu wchodzi 8 parafii: 
- Parafia bł. Edwarda Detkensa spośród stu ośmiu Męczenników w Warszawie – Lasek Bielański
- Parafia św. Zygmunta w Warszawie – Stare Bielany
- Parafia Matki Bożej Wspomożycielki Wiernych na Chomiczówce – Chomiczówka
- Parafia Matki Bożej Królowej Pokoju w Warszawie – Młociny
- Parafia św. Krzysztofa na Piaskach – Piaski
- Parafia św. Ignacego Loyoli na Placówce – Placówka
- Parafia św. Marii Magdaleny na Wawrzyszewie – Wawrzyszew
- Parafia Niepokalanego Poczęcia Najświętszej Maryi Panny na Wrzecionie – Wrzeciono